# Крой-Дюльмен, Леопольд фон
Принц Леопольд Эмануэль Людвиг фон Крой-Дюльмен (нем. Leopold Emanuel Ludwig von Croÿ-Dülmen; 5 мая 1827, Берлин — 15 августа 1894, Вена) — австро-венгерский генерал из рода Крой.

## Биография
Сын прусского свитского генерал-лейтенанта принца Филиппа Франца фон Крой-Дюльмена (Филиппа-Франсуа-Бернара-Виктюрньена де Кроя, 1801—1871) и Иоганны Вильгельмины Августы цу Зальм-Зальм (1796—1868).
Начинал военную карьеру в прусской армии, в 1852 году в чине лейтенанта перешел на австрийскую службу. После итальянской кампании 1866 года произведен в майоры, затем дослужился до высших чинов. С 1890 года шеф 94-го пехотного полка.
Генерал-майор (1.05.1879), генерал-фельдмаршал-лейтенант (1.05.1884), генерал кавалерии (1.11.1891).
В 1892 году пожалован в рыцари австрийского ордена Золотого руна.
1 июля 1894 вышел в отставку.

## Семья
1-я жена (20.01.1864, Венеция): графиня Беатрикс Нугент фон Вестмет (1819 или 1822—26.03.1880), дочь графа Лаваля Нугента фон Вестмета, австрийского генерал-фельдмаршала, и Джованны Риарио-Сфорца
2-я жена (5.05.1881, Поличин, Богемия): графиня Роза фон Штернберг (16.03.1836—15.05.1918)